# Universalisme (economie)
Universalisme is de economische leer die Othmar Spann, hoogleraar aan de Universiteit van Wenen, in het interbellum propageerde als aanhanger van de Conservatieve Revolutie. Het had grote invloed op de economische ordening van het klerikaal-fascistische Oostenrijk onder Engelbert Dollfuss en Kurt von Schuschnigg.
Na de Tweede Wereldoorlog doorstond Othmar Spann de denazificatie maar met moeite - alhoewel hij de nazi's de rug toegekeerd had - en publiceerde tot aan zijn dood in 1950 nog enige overkoepelende werken over zijn zienswijzen, die ondanks alles toch niet genegeerd werden in de wetenschappelijke wereld.